# Дадашев, Мурад Али оглы
Мурад Али оглы Дадашев (азерб. Murad Əli oğlu Dadaşov; род. 21 декабря 1978, Баку) — азербайджанский актёр, шоумен, продюсер и телеведущий, бывший участник команды КВН «Парни из Баку», заслуженный артист Азербайджана (2014), народный артист Азербайджана (2018). Генеральный директор «Хазар ТВ».

## Биография
Мурад Дадашев родился 21 декабря 1978 года в городе Баку. В 1995 году окончил среднюю школу № 160 родного города. После окончания школы Дадашев поступил на факультет социальных наук и психологии Бакинского государственного университета. В 2000 году получил диплом психолога.
Будучи членом команды КВН «Парни из Баку», Мурад Дадашев становился победителем кубка Турнира десяти. После ухода из КВН Дадашев сначала стал работать на AzTV, в одном творческом объединении. Затем стал работать на канале Space, где вёл передачу об автомобилях, а после — в ANS, куда его пригласили вести утреннюю программу. После ухода из ANS Дадашев стал заниматься молодёжной командой КВН.
В разное время Дадашев был ведущим и автором идеи таких шоу-программ, как «Mərc-şou», «В одном южном городе», проекта «Машина» (азерб. Maşın) и реалити-шоу «Möhtəşəm maşın». Также Мурад Дадашев снимался в таких художественных фильмах как «Национальная бомба» (2004), «Трудный путь» (2006), «Однажды на Кавказе» (2007), «Халяльные деньги» (2008), «Не бойся, я с тобой! 1919» (2013).
В 2014 году распоряжением президента Азербайджана Ильхама Алиева Мурад Дадашев за заслуги в развитии азербайджанской культуры был удостоен звания Заслуженного артиста Азербайджана, а в 2018 году — звания Народного артиста Азербайджана.

## Семья
- Жена — Айтен Дадашева[7]:
  - Сын — Камал (род. 2001)[8]
  - Сын — Али (род. 2004)[8]
  - Сын — Зия (род. 2011)[8]